# Ebenezer M. Chamberlain

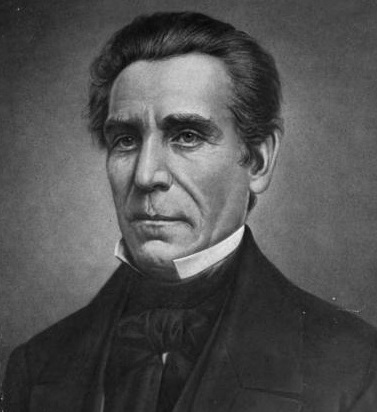
Ebenezer M. Chamberlain

Ebenezer Mattoon Chamberlain (* 20. August 1805 in Orrington, Penobscot County, Maine; † 14. März 1861 in Goshen, Indiana) war ein US-amerikanischer Politiker. Zwischen 1853 und 1855 vertrat er den Bundesstaat Indiana im US-Repräsentantenhaus.

## Werdegang
Ebenezer Chamberlain besuchte die öffentlichen Schulen seiner Heimat und arbeitete in der Werft seines Vaters. Nach einem anschließenden Jurastudium und seiner im Jahr 1832 erfolgten Zulassung als Rechtsanwalt begann er im Elkhart County in Indiana in diesem Beruf zu praktizieren. Gleichzeitig schlug er als Mitglied der Demokratischen Partei eine politische Laufbahn ein. Von 1835 bis 1837 saß er als Abgeordneter im Repräsentantenhaus von Indiana; zwischen 1839 und 1842 gehörte er dem Staatssenat an. Im Jahr 1842 wurde er Staatsanwalt im neunten Gerichtsbezirk von Indiana. Von 1843 bis 1853 fungierte er in diesem Bezirk als Richter. Im Jahr 1844 war Chamberlain Delegierter zur Democratic National Convention in Baltimore, auf der James K. Polk als Präsidentschaftskandidat nominiert wurde.
Bei den Kongresswahlen des Jahres 1852 wurde Chamberlain im zehnten Wahlbezirk von Indiana in das US-Repräsentantenhaus in Washington, D.C. gewählt, wo er am 4. März 1853 die Nachfolge von Samuel Brenton antrat. Bis zum 3. März 1855 konnte er eine Legislaturperiode im Kongress absolvieren. Diese war von den Ereignissen im Vorfeld des Bürgerkrieges geprägt. Nach seinem Ausscheiden aus dem US-Repräsentantenhaus arbeitete Ebenezer Chamberlain in Goshen als Anwalt. Dort ist er am 14. März 1861 auch verstorben.